# ナシダガン

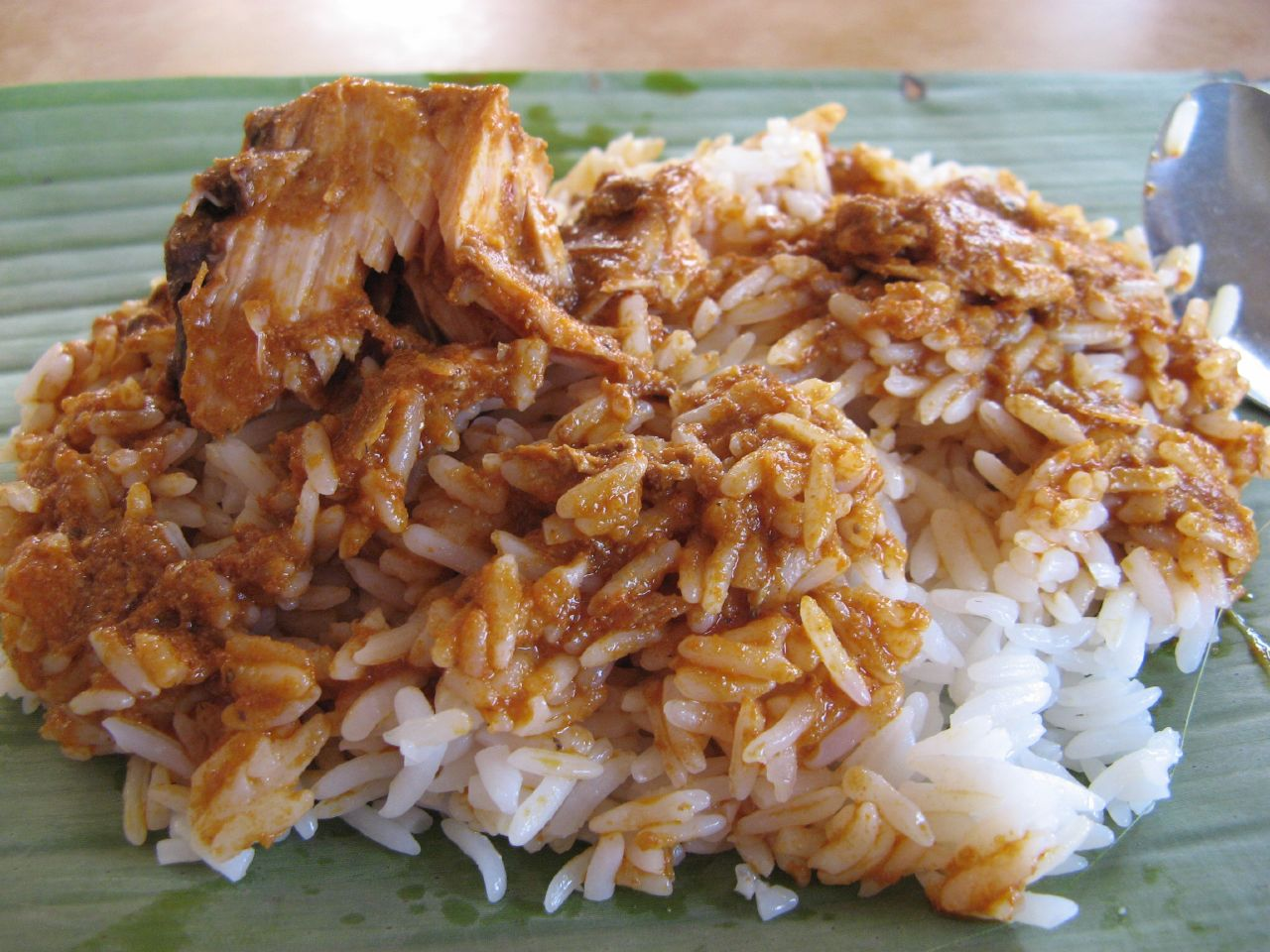
ナシダガン

ナシダガン (Nasi dagang) は、ココナッツミルクで炊いた飯に青魚のカレー煮をかけたマレー人発祥の伝統的な米料理である。マレー半島東部のマレーシア・トレンガヌ州、クランタン州、パハン州とジョホール州の東部、またタイ王国南部のパッターニー県、ヤラー県、ナラーティワート県、インドネシアのリアウ諸島州などで食されている。
朝食としてよく食べられる。ナシダガンの文字通りの意味は「商売のご飯」であるが、商用時の携行食として商人が好んで食したことが由来である。店での購入の際の持ち帰りには、類似のナシレマと同じく油紙（古くはバナナの葉）でコンパクトに包まれている。またあらかじめ包んでおいたものが屋台で売られていることも多い。クランタン州などではラマダーン明けを祝うアイディルフィトリの祭りで人々がモスクに持ち寄って食べるほか、イベントの際に配布用の弁当としても使われる。

## 構成
ココナッツライスの青魚のカレー煮がけが基本であり、単品で売られていることもあるが、つけあわせとして固ゆで卵の薄切り、ココナッツのフライ、野菜のピクルス、サンバル等、さまざまなものが加えられることが多い。

### 米
米はインディカ米の粳米を基本とするが、トレンガヌではもち米を加え、またクランタンでは古代米の赤米もしくは紫米のもち米を加えることが多い。フェヌグリーク種子とココナッツミルクを加えることにより、独特の味と香りが付く。米は柔らかくするためにまず数時間水に浸け、濃いココナッツミルクやスライスしたエシャロット（バワンメラ 小型の赤タマネギ形状）、レモングラスとフェヌグリーク種子を混ぜる。半分まで蒸したところで、さらにココナッツミルクを加え、二度蒸しする。これは、米をよりクリーミーにするためである。

### 魚のカレー煮
ナシダガンに使われるフィッシュカレーは、現地の言葉で'gulai darat'と呼ばれる。カレーと呼ばれるが、実際にはインドカレーのカレー粉は使わないことが多く、ココナッツミルクにレモングラス、ガランガル、チリソース、ウコン等のマレーシアのスパイスが加えられた中で魚を煮て作られる。魚の種類はマグロが最も多く、トレンガヌではマグロ属のコシナガの成魚を使用することが多いが、その他にサワラ、サバ、サケも用いられる。クルマエビが用いられることもある。

### ココナッツフライ
ココナッツを新鮮なうちに削り、エシャロットと混ぜてきつね色になるまで揚げる。

### 固ゆで卵
固ゆで卵は4つか8つにスライスする。

### 野菜ピクルス
野菜は米酢と砂糖に漬け込む。キュウリ、トウガラシ、ニンジン等が用いられる。

### その他
ナシレマと同じく、辛味調味料兼おかず料理のサンバルや、揚げた小さなカタクチイワシのイカンビリスが加えられることもある。